# مارتين خوسيه
مارتين خوسيه (بالإسبانية: Martin Elías Díaz Acosta)‏ هو مغني كولومبي، ولد في 18 يونيو 1989 في فاليدوبار في كولومبيا، وتوفي في 14 أبريل 2017 في San Onofre, Sucre ‏ في كولومبيا بسبب حادث مرور.

## وصلات خارجية
- الموقع الرسمي
- مارتين خوسيه على موقع ميوزك برينز (الإنجليزية)